# Street Dogs
Street Dogs  (дослівно — вуличні пси) — панк-гурт з Бостона, штат Массачусетс. Гурт заснований ветераном «Бурі в Пустелі» Майком МакКолганом (Mike McColgan, 1970 р.н.), який в період з 1996 по 1998 роки був фронтменом Dropkick Murphys — його голос можна почути на усіх ранніх синглах, ЕР та неперевершеному дебютному LP «Do Or Die» (1998). З відомих тільки Майку причин він полишив DKM і кілька років чесно відпрацював пожежником у Boston Fire Department. Нереалізовані амбіції Майка як музиканта взяли гору і він, скооперувавшись з Johnny Rioux (бас, x-The Bruisers), Rob Guidotti (гітара, x-The Bruisers) та Jeff Erna (барабани, x-Dropkick Murphys), сколотив Street Dogs, щоби разом грати досить дорослий, бадьорий та доброзичливий вуличний панк (street punk) з рідкими вкрапленнями хардкору та ірландського фольку.
28 вересня 2003 вийшов дебютний LP «Savin Hill» (15 треків/41:06 хв.) на лейблі Crosscheck Records. Як назва фігурує район Savin Hill містечка Dorchester (це десь біля Бостона), в якому саме і народився Майк Макколган. Спочатку планувалося що продюсером альбому буде Ken Casey, лідер та ідейний батько Dropkick Murphys, але щільний концертний графік став на заваді, тому продюсером виступив Nate Albert, колишній гітарист Mighty Mighty Bosstones та The Kickovers. Ще один хлопець з Mighty Mighty Bosstones — вокаліст Діккі Баррет — відмітився у пісні «Justifiable Fisticuffs», а Ken Casey та Al Barr (єдиний незмінний учасник The Bruisers, аж доки не замінив Майка МакКолгана у Dropkick Murphys) заспівали на треку «Stand Up». На альбомі є дві ковер-версії — «The Piligrim: Chapter 33» американського фолк-музиканта Kris Kristofferson та безсмертний хіт «Borstal Breakout» Sham 69. На пісню «Savin Hill» було знято кліп. Тематика текстів Street Dogs крутиться навколо тем рідної вулиці, рідного дому, дружби-вірності-єдності та традиційної алкогольно-хуліганської тематики, але музично, і це визнали і критики, і фени, Street Dogs мають власний почерк і не є банальним сіквелом чи клоном Dropkick Murphys. В цілому диск був успішним і в результаті гурт запросили в тур на розігрів Flogging Molly.
У 2004 році Майк Макколган нарешті залишив роботу пожежника, щоби повністю присвятити сили та час розкрутці Street Dogs. Після перестановок у складі (пішов Guidotti, Erna перейшов у Nervous Eaters) у гурті з'явилися Marcus Hollar (гітара) та ветеран Mighty Mighty Bosstones драммер Joe Sirois. Для посилення концертного звуку як сесійного музиканта Street Dogs запросили Tobe Bean III (ритм-гітара). У новому складі Street Dogs п'ють пиво, працюють над новим матеріалом, в 2004 році виходять EP «Tale Of Mass Deception» та «Round One» (split з гуртом The Dents), а 25/01/2005 р. світ побачив другий лонгплей «Back To The World» (12 пісень/32:03 хв.). Диск вирішили випустити на власному лейблі Brass Tacks Records під крилом DRT Entertainment з NYC, продюсером знову виступив Nate Albert, до того ж, він узяв участь у написанні більшості пісень. На треки «You Alone» та «Back To The World» було знято кліпи. Альбом виявився ще успішнішим і отримав схвальні відгуки у США, Європі та Японії, що відкрило двері для участі у турах з такими динозаврами як Social Distortion, The Pogues, Bad Religion, а також з колегами по цеху Tiger Army, Millencolin (в Європі), The Bouncing Souls (у США та Японії), The Briefs. Влітку 2005 р. гурт узяв участь у The Vans Warped Tour (Vans — виробник взуття для скейтерів та BMX-рів, який спонсорує концертні тури, в яких органічно поєднується панк-рок та екстремальні види спорту), а потім прокотилися по Штатах та Європі як хедлайнер.
У наступному 2006 році гурт можна було побачити на багатьох шоу як хедлайнером, так і на розігріві у Rancid, The Adolescents та The Bouncing Souls. 24/10/2006 р. «Вуличні пси» розродилися новим альбомом «Fading American Dream» (13 пісень/42:48 хв.) — гурт розвернув на повну котушку свій мелодійний та енергетичний потенціал і, вкупі з міцною лірикою, це дало прекрасний результат — рекомендовано для прослуховування усім голомозим та дикобразам! Продюсером виступив Ted Hutt, один із засновників Flogging Molly, де він грав на гітарі та підспівував, але згодом полишив кар'єру музиканта на користь продюсування. Так, він продюсував альбоми Flogging Molly «Drunken Lullabies», геніальний «Within A Mile Of Home», «Whiskey On A Sunday» та такі банди як The Bouncing Souls, Go Betty Go, Chuck Ragan, Madcap. До речі, на альбомі присутні дві ковер-версії: «Fatty» Paul Delano та «There Is Power In A Union» легендарного пролетарського барда Billy Bragg. З бек-вокалом допомогли Joe Gittleman (колишній басист Gang Green та Mighty Mighty Bosstones) та родич Майка — Donald McColgan, а в пісні «Shards Of Life» на акордеоні зіграв Matt Hensley з Flogging Molly і на tin whistles відіграв James Fearnley (x-The Nips, The Pogues, Low And Sweet Orchestra). Як говориться, «спільними зусиллями»… На підтримку альбому гурт відкатав «The Gold Tour» з жовтня по грудень разом The Bouncing Souls.
У 2007 році ударник Joe Sirois покинув гурт і, транзитом через бостонський акт Frank Black, повернувся до складу реформованих Mighty Mighty Bosstones. Замість нього «Вуличні пси» рекрутували Paul Rucker. По добрій традиції Street Dogs підтримали тур Flogging Molly по США, а потім подалися за океан як хедлайнер.
Після виникнення фінансових проблем у DRT Entertainment в лютому 2008 року гурт повідомив про контракт з лос-анджелеським лейблом Hellcat Records (власник — Tim Armstrong з Rancid) і тут же засіла у студії під пильним оком Ted Hutt. 8 липня 2008 року вийшов у світ новий потужний альбом «State Of Grace» (11 пісень/35:15 хв.), який включає ковер-версію шотландських панк-рокерів The Skids «Into The Valley» — ця пісня була записана ще у 1979 році, але її і досі використовують футбольні фанати Danfermline Athletic FC та Charlton Athletic FC. Деяким критикам та фенам здалося що саунд гурту зробив певний ухил в кельтське звучання Dropkick Murphys, але правильніше було б казати про збільшення елементів Irish-folk а-ля Flogging Molly, темп дещо знизився (але не потужність!), зникли хардкорові інвазії, але ідеологічно Street Dogs зберегли вірність ідеалам робітничого класу. Пісню «Kevin J. O'Toole» Майк присвятив своєму дядькові-пожежнику, а трек «The General's Boombox» присвячений пам'яті Joe Strummer. На пісню «Two Angry Kids» було знято кліп — його можна подивитися на офіційному сайті гурту.
Наступний альбом побачив світ у 2010 році і отримав «оригінальну» назву «Street Dogs». Альбом вийшов напрочуд хардкоровим, він наскрізь просякнутий якоюсь тінейджерською енергією, чого важко було очікувати від 40-річних учасників гурту. Пісень стало більше, а їх тривалість зменшилася.
22 червня 2018 року гурт випустив шостий студійний альбом Stand for Something or Die for Nothing.

## Склад гурту

### Поточний склад
- Mike McColgan – вокал (з 2002)
- Johnny Rioux – Бас-гітара (з 2003)
- Matt Pruitt – вокал (з 2003)
- Pete Sosa – ударні (з 2012)
- Lenny Lashley – ритмічна гітара (з 2013)

### Колишні учасники
- Rob Guidotti – гітара (2002–2004)
- Jeff Erna – ударні (2002–2004)
- Joe Sirois – ударні (2004–2007)
- Bill Close – бас-гітра (2002)
- Michelle Paulhus – бас-гітара (2002–2003)
- Paul Rucker – ударні (2007–2012)
- Tobe Bean III – гітара (2005–2012)
- Marcus Hollar – гітара (2004–2013)

## Дискографія

### Альбоми
- Savin Hill (2003)
- Back to the World (2005)
- Fading American Dream (2006)
- State of Grace (2008)
- Street Dogs (2010)
- Stand for Something or Die for Nothing (2018)

### Міні альбоми
- Demo (2002)
- Round One (Split EP with The Dents) (2004)
- «Crooked Drunken Sons» (2013)
- «Rust Belt Nation» (2013)

### Сингли
- «War After the War» (2009)
- «GOP» (2012)

### Відео
- «Savin Hill» (2003)
- «You Alone» (2005)
- «Back to the World» (2005)
- «Final Transmission» (2006)
- «Two Angry Kids» (2009)
- «Rattle and Roll» (2010)
- «Punk Rock & Roll» (2011)
- «GOP» (2012)

### Збірки
- Fat City Presents: Bands We Like, Vol. 1 (2003)
  - Includes the demo version of «Cut Down on the 12th» from Savin Hill
- Old Skars and Upstarts 2004 (2004)
  - Includes «Lock and Loaded», previously a vinyl-only bonus track on Savin Hill
- Fat City Presents: Bands We Like, Vol. 2 (2005)
  - Includes an alternate version of «Unions and the Law» from Back to the World
- Old Skars and Upstarts 2005 (2005)
  - Includes «Drink Tonight»
- «Atticus: Dragging the Lake Volume III» (2005)
  - Includes «In Defense of Dorchester»
- Backyard City Rockers 4 (2007)
  - Includes «Decency Police»
- Warped Tour 2005 Tour Compilation (2005)
  - Includes «You Alone»
- Warped Tour 2008 Tour Compilation (2008)
  - Includes «Mean Fist»
- New Noise (2010)
  - Includes «Rattle and Roll»